# 会符
会符（えふ）とは、江戸時代に朝廷・幕府・公家・武家・寺社などが物資を輸送するにあたって、当該荷物の所属の明示のために付けられた荷札。行李符・絵符・伝符などとも。
朝廷・幕府のものは、菊や葵の御紋とともに墨書で「御用」とのみ書かれ、その他の場合は、紋章とともに「○○御用」「××家中÷÷御用」などと記された。会符の付いた荷物は宿駅の人馬を利用する際に幕府が定めた御定賃銭（おさだめちんせん）で輸送を受けられる特権を有した（なお、将軍家の荷物（将軍家御用物）は無賃での輸送が義務付けられていた）。
ところが、18世紀中期以後、商品流通が盛んになる一方で、民間の輸送相場である相対賃銭（あいたいちんせん）と御定賃銭の格差が広がった。そのため、公家や武家、寺社が金を取って商人や百姓に会符を貸し出して御定賃銭で輸送させることが行われたため、幕府はこうした行為をしばしば禁じたが、効果は無かった。